# ツユクサ目
|  | アムボレラ目 スイレン目 アウストロバイレヤ目 センリョウ目 カネラ目 コショウ目 クスノキ目 モクレン目 ショウブ目 オモダカ目 ヤマノイモ目 タコノキ目 ユリ目 キジカクシ目 ダシポゴン科 ヤシ目 イネ目 ツユクサ目 ショウガ目 マツモ目 キンポウゲ目 アワブキ科 ヤマモガシ目 ツゲ目 ヤマグルマ目 グンネラ目 ハマビシ目 ニシキギ目 キントラノオ目 カタバミ目 マメ目 バラ目 ウリ目 ブナ目 フウロソウ目 フトモモ目 クロッソソマ目 ムクロジ目 フエルテア目 アブラナ目 アオイ目 ブドウ目 ユキノシタ目 ビワモドキ科 ベルベリドプシス目 ビャクダン目 ナデシコ目 ミズキ目 ツツジ目 ガリア目 リンドウ目 シソ目 ナス目 モチノキ目 セリ目 キク目 マツムシソウ目 |

ツユクサ目(ツユクサもく、Commelinales) は被子植物単子葉植物の目の1つで、ツユクサ科をタイプとする。ＤＮＡの分子系統学に基づいたAPG体系では、ツユクサ科、ハエモドルム科、タヌキアヤメ科、ハングアナ科、ミズアオイ科の5科が含まれる。約70属800種以上で、多くはツユクサ科に属する。ツユクサ目の共有派生形質には、菌根の欠如、葯のタペート細胞の束晶などがある。
ツユクサ目の姉妹群はショウガ目であり、ショウガやバナナ等が含まれる。多くの研究では、ツユクサ目の起源と多様化は白亜紀の中期～後期に起こったとされるが、推定値には幅があり、ショウガ目との分岐は1億2000万年-7300万年前、ツユクサ目内部の多様化が1億1000万年-6600万年前である。
1981年のクロンキスト体系では、ツユクサ目はユリ綱のツユクサ亜綱に位置する分類群として設けられ、ツユクサ科、マヤカ科、ラパテア科、トウエンソウ科（ツユクサ科以外はいずれも現在のイネ目）で構成され、現在のツユクサ目に含まれるハエモドルム科、ハングアナ科、タヌキアヤメ科、ミズアオイ科はユリ亜綱ユリ目に含められていた。APG Iでは目の所属不明とされたハングアナ科を除いて現在の範囲になり、APG IIでハングアナ科も含まれるようになった。

## 分類

### APG植物分類体系
APG植物分類体系では5科が含まれる。
- 被子植物 Angiosperm
  - 単子葉類 Monocots
    - ツユクサ類 Commelinids
      - ツユクサ目 Commelinales
        - ツユクサ科 Commelinaceae
        - ハエモドルム科 Haemodoraceae
        - ハングアナ科 Hanguanaceae
        - タヌキアヤメ科 Philydraceae
        - ミズアオイ科 Pontederiaceae

### クロンキスト体系
クロンキスト体系では4科が含まれる。
- 被子植物門 Magnoliophyta
  - 単子葉植物綱 Liliopsida
    - ツユクサ亜綱 Commelinidae
      - ツユクサ目 Commelinales
        - ラパテア科 Rapateaceae
        - トウエンソウ科 Xyridaceae
        - マヤカ科 Mayacaceae
        - ツユクサ科 Commelinaceae